# زمین‌شناسی تاجیکستان

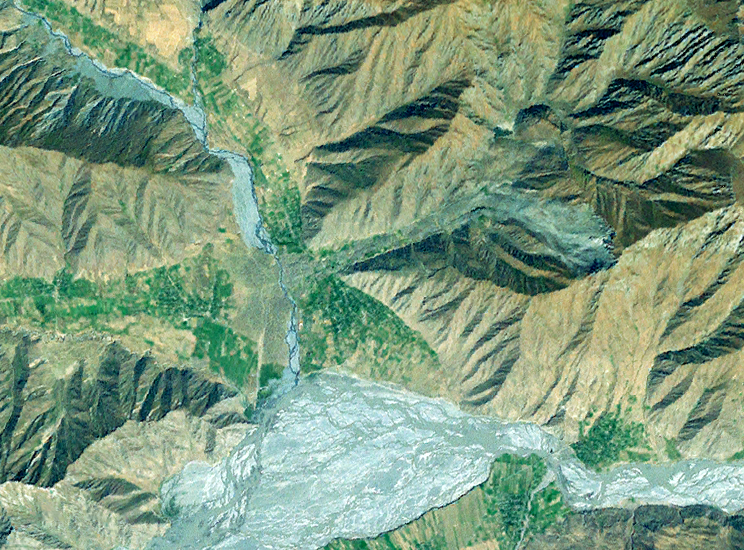
تصویر ماهواره ای

زمین‌شناسی تاجیکستان تقریباً ۹۰ درصد مربوط به کوهستان‌ها است. جلگه تاجیکستان در غرب کشور تنها دشت در کل این کشور است. رشته‌کوه ماورا آلای ادامه کوه‌های تین شان در شرق هستند. در مقابل، کوه‌های پامیر یک منطقه فلاتی با ارتفاع بیش از شش کیلومتر از سطح دریا است که ۴۰۰ کیلومتر در ۲۲۵ کیلومتر امتداد دارد. کوه‌های پامیر کمربندهای تکتونیکی هستند که با درزهایی به هم می‌پیوندند و از سنگ‌های عصر دیرینه‌زیستی در شمال به سنگ‌های نوزیستی در جنوب می‌پیوندند. 
جلگه تاجیکستان دارای سنگ‌های رسوبی به ضخامت شش کیلومتر است که شامل ۷۰۰ متر نمک ژوراسیک، رسوبات کوارتز کرتاسه به ضخامت یک کیلومتر و توالی دو کیلومتری کربنات‌ها، تبخیرها و پلمه‌سنگ‌های کرتاسه تا الیگوسن است. چین‌خوردگی‌ها و رانش‌ها تمام سنگ‌های جلگه تاجیکستان را بر فراز نمک‌های ژوراسیک تغییر شکل داده‌است. تاجیکستان به دلیل ادامه بالا آمدن، تغییر شکل و فرورفتگی پوسته قاره‌ای اوراسیا در ۳۰۰ کیلومتری زیر کوه‌های پامیر، از نظر زمین‌لرزه‌ها بسیار فعال است. 